# Garibaldo (nome)
Garibaldo  è un nome proprio di persona italiano maschile.

## Varianti
- Maschili: Garibaldi[1][2], Garibaldino[2], Gerboldo[4], Gerbaldo, Giribaldo
- Femminili: Garibalda[2], Garibaldina[1][2], Gerbolda[4]

## Origine e diffusione

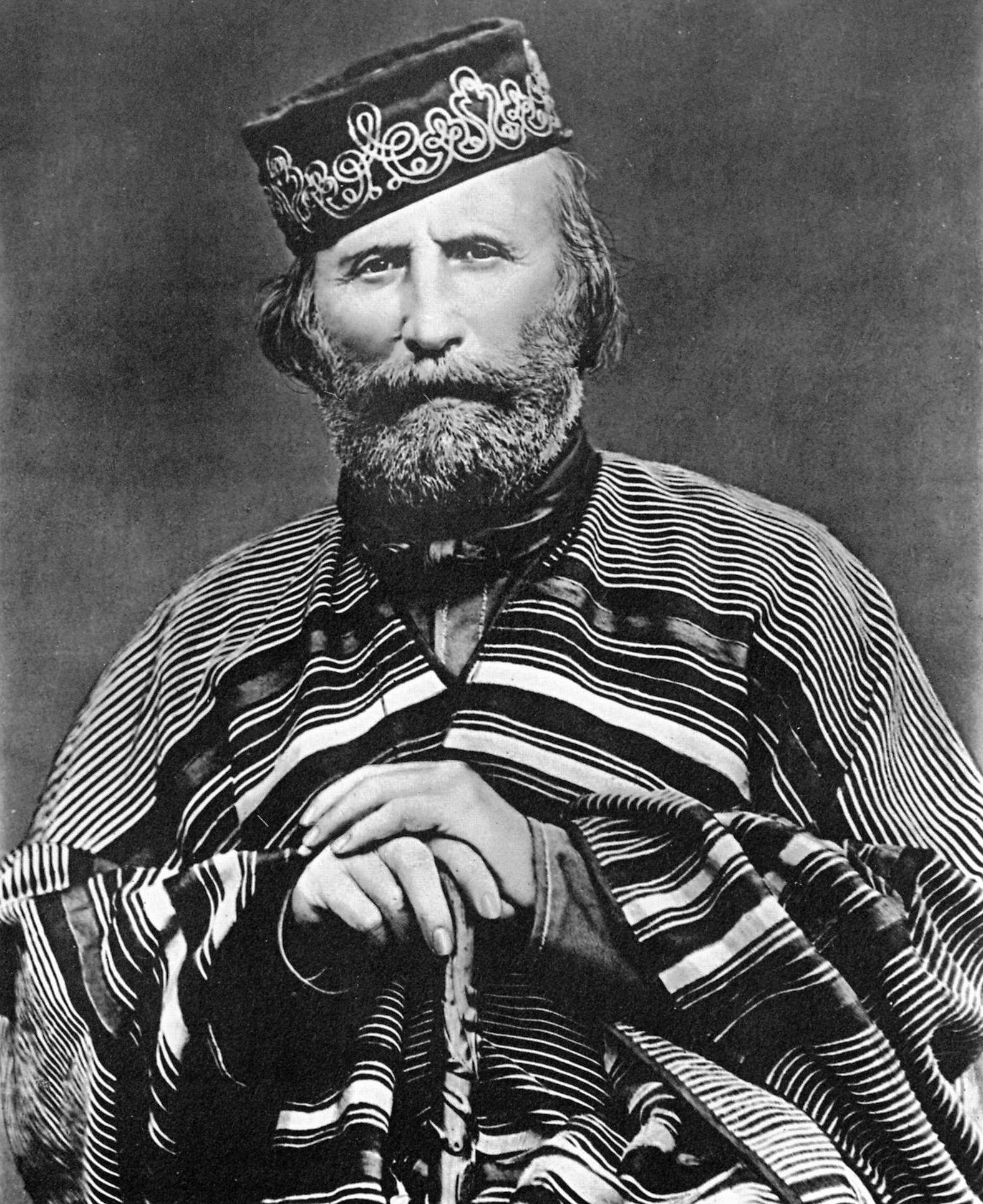
Giuseppe Garibaldi

Nella sua forma base, questo nome rappresenta una continuazione dell'antico nome germanico, di tradizione longobarda, Garipald, Gairipald e Garibald, documentato sin dall'inizio dell'VIII secolo; esso è composto dalle radici gaira ("lancia") e bald o baltha ("baldo", "audace", "coraggioso"), con il possibile significato complessivo di "valoroso con la lancia" o "lancia ardita". La diffusione del nome è dovuta però, più che a personaggi storici del periodo longobardo (fra cui Garibaldo I, padre della regina Teodolinda), alla fama del patriota risorgimentale Giuseppe Garibaldi, al quale fanno riferimento, tra l'altro, le forme "Garibaldi" e "Garibaldino", dirette riprese del suo cognome e dell'aggettivo a lui riferito di "garibaldino".
È diffuso maggiormente in Italia centro-settentrionale, in particolar modo in Toscana. Va inoltre notato che, parallelamente alle forme in Gari-, le stesse radici germaniche hanno dato origine anche ad altre forme, quali "Gerboldo", "Gerbaldo" e "Giribaldo", attestate nelle lingue germaniche come Gerbbald, Girbald e Gerbold, che in Italia rappresentano prevalentemente dei francesismi (dalla forma francese Gerbald) usati storicamente perlopiù nel Nord-Ovest del Paese (soprattutto fra Piemonte e Liguria).

## Onomastico
Nessun santo ha portato il nome Garibaldo, che è quindi adespota, e l'onomastico si può festeggiare eventualmente il 1º novembre, in occasione di Ognissanti. Esistono però due santi di nome Gerboldo: san Gerboldo, vescovo di Évreux e abate di Fontenelle nell'VIII secolo, commemorato il 14 giugno, e san Geroldo (o Gervoldo, o Gerboldo), abate a Livrey e vescovo di Bayeux, ricordato il 5 dicembre.

## Persone
- Garibaldo I, duca di Baviera
- Garibaldo II, duca di Baviera
- Garibaldo, re dei Longobardi e re d'Italia
- Garibaldo, duca di Torino
- Garibaldo, vescovo di Novara
- Garibaldo Benifei, partigiano, politico e antifascista italiano
- Garibaldo Fattori, fantino italiano
- Garibaldo Marussi, scrittore, poeta e critico d'arte italiano

### Variante Garibaldi
- Garibaldi Spighi, cavaliere italiano